# Хобер Євгенія Сергіївна
Євгенія Сергіївна Хобер (12 березня 2001, Полтава, Україна) — українська волейболістка, догравальник. Гравець національної збірної. Чемпіонка Євроліги 2023 року. Майстер спорту України міжнародного класу (2023).

## Із біографії
Вихованка полтавської ДЮСШ № 2, перший тренер — Ірина Мороз. У складі юнацької збірної України виступала на чемпіонаті Європи 2017 року (U-18).
З вересня 2017 року захищала кольори южненського «Хіміка». У 2022 році перейшла до складу «Прометея». У першому сезоні грала в Лізі чемпіонів, чемпіонаті Чехії, чемпіонаті України і Середньоєвропейській лізі.
У складі національної команди України виступала в кваліфікаційному турнірі на першість Європи-2021, чемпіонаті Європи-2023 і розіграшах Євроліги (2021, 2022, 2023).

## Клуби
| Роки      | Команди                 |
| --------- | ----------------------- |
| 2017—2022 | «Хімік» (Южне)          |
| 2022—2024 | «Прометей» (Кам'янське) |
| 2024—2025 | «Уйпешт» (Будапешт)     |
| 2024—     | «Сокол» (Могільно)      |

## Досягнення
- Чемпіон Євроліги (1): 2023
- Чемпіон України (5): 2017, 2018, 2019, 2023, 2024
- Володар кубка України (4): 2018, 2019, 2020, 2024
- Володар суперкубка України (4): 2017, 2018, 2019, 2023

## Статистика
Статистика виступів в єврокубках:
| Сезон   | Клуб           | Турнір         | Ігри | Сети | Очки | Ср.  | Примітки |
| ------- | -------------- | -------------- | ---- | ---- | ---- | ---- | -------- |
| 2018/19 | «Хімік» (Южне) | Кубок ЄКВ      | 1    |      | 0    |      | [ 5 ]    |
| 2019/20 | «Хімік» (Южне) | Ліга чемпіонів | 8    | 16   | 13   | 0,81 | [ 6 ]    |
| 2020/21 | «Хімік» (Южне) | Ліга чемпіонів | 4    | 10   | 34   | 3,4  | [ 7 ]    |
|         | «Хімік» (Южне) | Кубок ЄКВ      | 2    | 3    | 4    | 1,33 | [ 8 ]    |
| 2022/23 | СК «Прометей»  | Ліга чемпіонів | 6    | 17   | 41   | 2,41 |          |
| 2023/24 | СК «Прометей»  | Ліга чемпіонів | 7    | 13   | 35   | 2,69 |          |

Статистика виступів у збірній:
| Сезон | Турнір                   | Ігри | Сети | Очки | Ср.  | Місце | Примітки |
| ----- | ------------------------ | ---- | ---- | ---- | ---- | ----- | -------- |
| 2021  | Золота євроліга          | 3    | 3    | 0    | 0    |       |          |
| 2022  | Золота євроліга          | 1    | 1    | 1    | 1    |       |          |
| 2023  | Золота євроліга          | 6    | 9    | 8    | 0,89 | 1     |          |
|       | Кубок претендентів       | 0    | 0    | 0    | 0    | 4     |          |
|       | Чемпіонат Європи         | 2    | 6    | 17   | 2,83 |       |          |
|       | Олімпійська кваліфікація | 7    | 10   | 15   | 1,5  |       |          |
| 2024  | Золота євроліга          | 6    | 6    | 3    | 0,5  | 5     |          |